# Maigret e il vagabondo
Maigret e il vagabondo (titolo originale francese Maigret et le Clochard), pubblicato in traduzione italiana anche col titolo Maigret e il barbone, è un romanzo poliziesco di Georges Simenon pubblicato nel 1963 presso l'editore Presses de la Cité. Protagonista è il commissario Maigret, nel sessantesimo romanzo della serie col celebre personaggio.
Il romanzo fu scritto dal 26 aprile al 2 maggio 1962 in Svizzera: il decimo scritto a "Noland" (i.e., letteralmente "nessuna terra", dall'inglese), un luogo immaginario. In realtà, Simenon si trovava nella sua tenuta, il castello di Echandens, nel cantone di Vaud, una delle sue residenze preferite.

## Trama

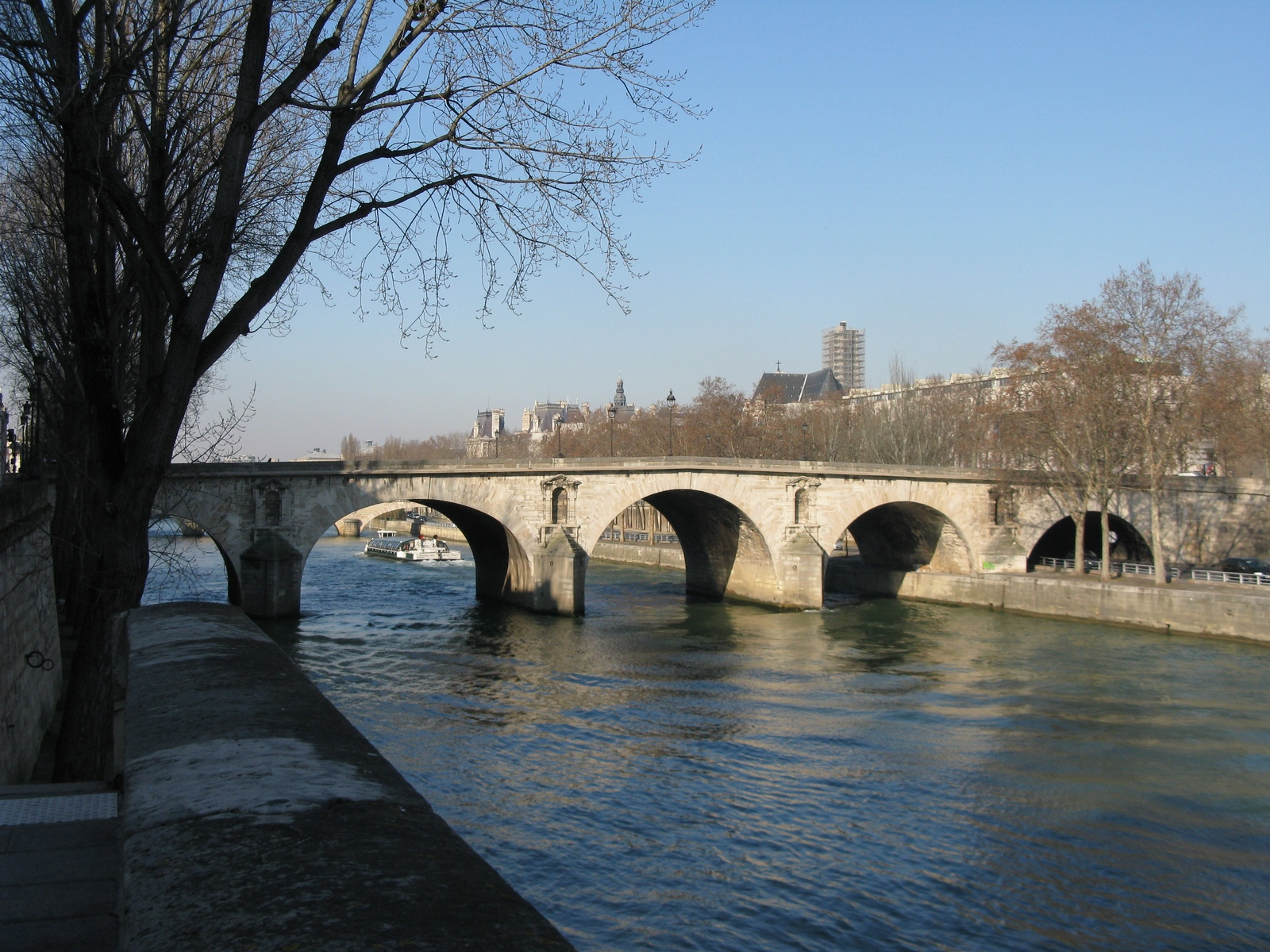
Ponte Marie, il ponte descritto nel romanzo.

Una notte, un barbone che dorme sotto un ponte, viene picchiato e gettato moribondo nella Senna; viene salvato da dei barcaioli di due chiatte ormeggiate lì vicino e ricoverato in coma in ospedale. Il mattino seguente il commissario Maigret inizia l'indagine parlando con il proprietario della chiatta più vicina, un fiammingo dal carattere aggressivo che naviga con la moglie e il fratello sul fiume trasportando merci. Questi spiega di aver sentito un'autovettura scendere sul lungosenna, dei passi e poi un tonfo nell'acqua. Infine avendo sentito una voce chiedere aiuto si è affacciato e ha visto il barbone stentare a stare a galla. Aiutato dal marinaio dell'altra chiatta vicina ha portato in salvo l'uomo sulla riva. Interrogando gli altri barboni della zona Maigret viene a sapere che l'uomo in coma è un ex medico, scappato dalla sua famiglia e vissuto per un certo periodo in Africa, poi tornato in Francia ma senza riprendere contatto con la moglie e la figlia anche loro residenti a Parigi, pure a poca distanza dal ponte dove il vagabondo era solito dormire. Il commissario ricostruisce poco a poco la vita del medico, il quale pur risvegliandosi si ostina a non voler parlare del fatto e neppure vuole rientrare in contatto con la sua vecchia famiglia. Trovandosi quasi in un vicolo cieco il commissario sposta l'indagine sulla famiglia del fiammingo della chiatta riuscendo a intuire il coinvolgimento di questi nel delitto. Quest'uomo aveva già permesso la morte per annegamento del suocero, precedente proprietario della chiatta, in una zona di Parigi dove era solito dormire anche il barbone. Riconosciutisi tra loro i due uomini, il fiammingo temendo una denuncia, tentò di uccidere il barbone ma fu costretto a fermarsi e trarlo in salvo dal fiume, visto l'arrivo del marinaio della chiatta vicina. Pur scoprendo la verità il commissario non ha prove a carico del marinaio, anche perché il vagabondo si rifiuta di collaborare e, tacendo, permette ai fiamminghi di ripartire con la chiatta e tornare in Belgio. Alla fine, qualche mese dopo, farà comprendere al commissario che la sua indagine era corretta.

## Adattamenti

### Televisione
- Episodio dal titolo Maigret et le Clochard, facente parte della serie televisiva Les enquêtes du commissaire Maigret per la regia di Louis Grospierre, trasmesso per la prima volta su Antenne 2 il 10 novembre 1982, con Jean Richard nel ruolo del commissario Maigret.
- Episodio dal titolo Maigret et le Clochard, facente parte della serie televisiva Il commissario Maigret per la regia di Laurent Heynemann, trasmesso per la prima volta il 3 maggio 2004, con Bruno Cremer nel ruolo del commissario Maigret.

### Radio
Maigret et le Clochard, prima diffusione il 30 ottobre 1982, adattamento di Eulalie Steen e Jean Jacques Steen: con Jean-Marc Thibault (Maigret), realizzazione di Jean-Wilfrid Garrett.

## Edizioni italiane
- Maigret e il vagabondo, traduzione di Elena Cantini, Collana Le inchieste del commissario Maigret n.19, Milano, Mondadori, 1966.[1] - Collana Oscar n.693, Mondadori, 1976.[2]
- Maigret e il vagabondo, a cura di Franco Mereghetti, Collana Narratori moderni n.51, Milano, Edizioni Scolastiche Mondadori, 1974, 1976.
- Maigret e il vagabondo, traduzione di Emanuela Fubini, Collana Oscar Gialli n.294, Milano, Mondadori, 1993. - Postfazione di Alberto Savinio, Collana Oscar Scrittori del Novecento n.1293, Mondadori, 1995, ISBN 88-04-39169-3.
- Maigret e il barbone, traduzione di Laura Frausin Guarino, Collana gli Adelphi n.339, Milano, Adelphi, 2008, ISBN 978-88-459-2341-8.
- in  I Maigret 12, traduzione di L. Frausin Guarino, Collana I Maigret, Milano, Adelphi, 2016, ISBN 978-88-459-3061-4. - nuova ed., Adelphi, 2019, ISBN 978-88-459-3384-4.